# 전송자 정책 프레임워크
전송자 정책 프레임워크, 송신자 정책 프레임워크, 발신자 정책 프레임워크(Sender Policy Framework, SPF)는 발신 메일 서버가 이메일 발신자 도메인에서 메일을 발송할 권한이 있는지 확인하는 이메일 인증 방법이다. 이 인증은 초기 SMTP 연결 시 "봉투 발신자" 필드에 등록된 이메일 발신자에게만 적용된다. 이메일이 반송되면 이 주소로 메시지가 전송되며, 다운스트림 전송 시에는 일반적으로 "반송 경로" 헤더에 표시된다. 수신자가 "보낸 사람:" 행에서 실제로 볼 수 있는 이메일 주소를 인증하려면 DMARC와 같은 다른 기술을 사용해야 한다. 이 주소 위조는 이메일 스푸핑으로 알려져 있으며, 피싱 및 스팸 메일 발송에 자주 사용된다.
도메인에 대해 승인된 발신 호스트 및 IP 주소 목록은 해당 도메인의 DNS 레코드에 게시된다. 전송자 정책 프레임워크는 2014년 4월 RFC 7208에 "제안된 표준"으로 정의되어 있다.

## 같이 보기
- DKIM
- DMARC